# Carex alma
Carex alma L.H.Bailey es una especie de planta herbáceade la familia de las ciperáceas.

## Descripción
Esta planta forma un espeso macizo de tallos delgados de hasta 90 centímetros de largo y largas hojas. Las hojas basales tienen vainas con coloración roja, a menudo manchadas. La inflorescencia es un denso cúmulo abierto a muchas de las espiguillas que se producen tanto en los extremos de los tallos y en los nodos. Cada grupo tiene hasta 15 centímetros de largo y 1 a 2 cm de ancho. La planta es a veces dioica. Las flores femeninas son de color blanco o blanco con filo de brácteas. Las masculinas tienen anteras visibles de 2 milímetros o más. El fruto está recubierto en un saco llamado perigynium de color oro a color marrón oscuro y tiene la característica de poco tejido esponjoso en la base.

## Distribución y hábitat
Es nativa del suroeste de Estados Unidos y el norte de México, donde crece en lugares húmedos en una serie de tipos de hábitat.

## Taxonomía
Carex alma fue descrita por Liberty Hyde Bailey y publicado en Memoirs of the Torrey Botanical Club 1(1): 50. 1889.
Etimología
Ver: Carex
almaː epíteto latino que significa "nutritiva".
Sinonimia
- Carex agrostoides Mack.
- Carex arizonensis C.B.Clarke
- Carex vitrea T.Holm[3][4][5]